# Cec de Betsaida

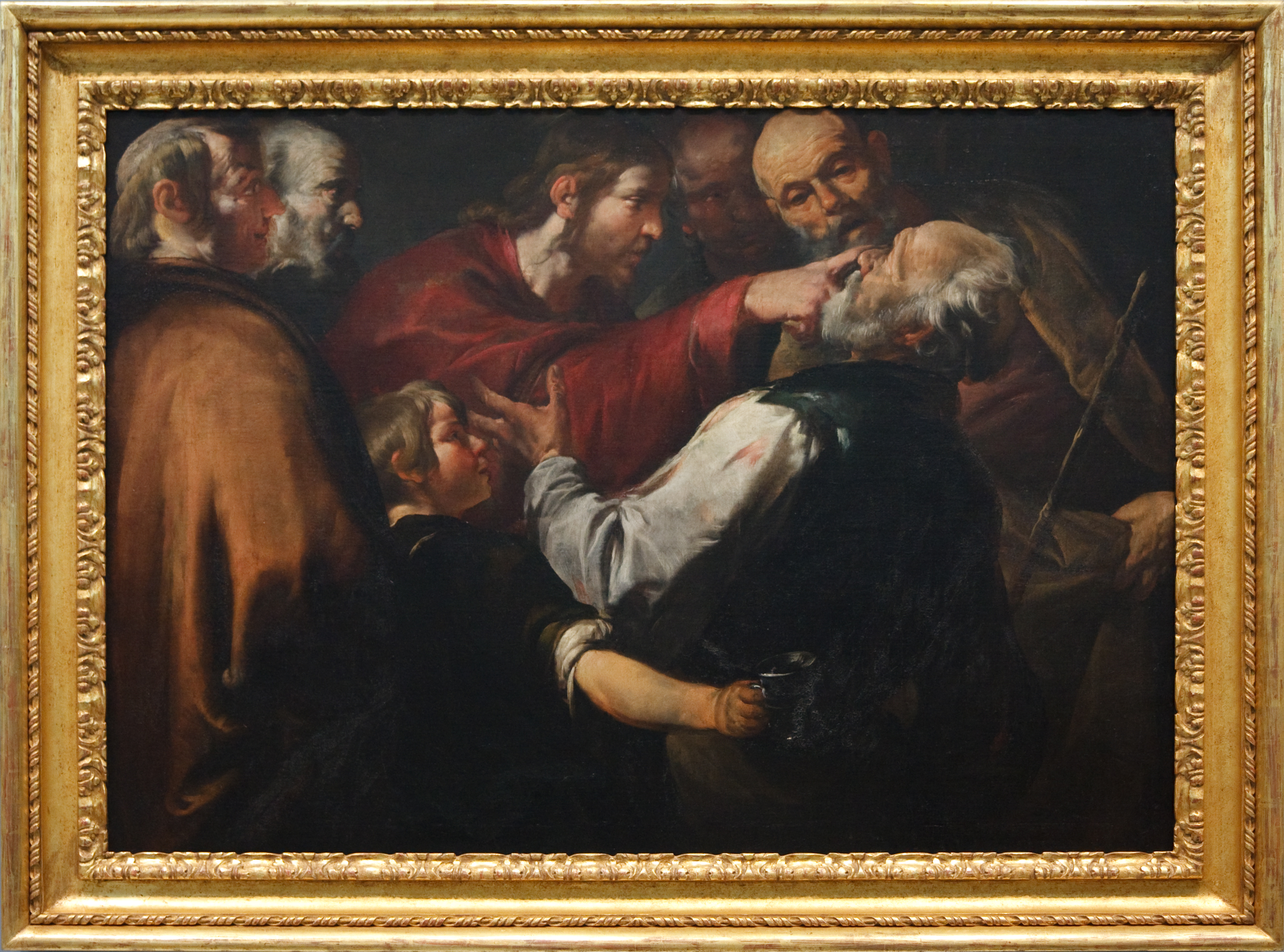
La curació del cec circa 1640 per Gioacchino Assereto

El Cec de Betsaida és el tema d'un dels miracles de Jesús. Es troba només a Mc 8:22-26 La ubicació exacta de la Betsaida d'aquesta perícope és objecte de debat entre els estudiosos, però és probablement Betsaida Julias a la costa nord del Llac de Tiberíades.
Segons l'Evangeli de Marc, quan Jesús va arribar a Betsaida, una ciutat de Galilea, se li va demanar de guarir un home cec. Jesús prengué el seu pacient fora de la ciutat, posà una mica de saliva en els seus ulls, li imposà les mans i li va preguntar si veia alguna cosa. L'home va dir: "Distingeixo les persones: les veig com si fossin arbres, però caminen". Jesús va repetir el procés, i el resultat fou que el cec ja hi veia perfectament. "No entris al poble", va ordenar-li Jesús.
Tot i que la història es troba només a Marc, està fortament recolzada pel criteri de la vergonya, ja que els primers cristians (o cristians en qualsevol moment, per al cas), no haurien estat feliços de veure que Jesús havia de fer dues benediccions per aconseguir un resultat adequat. Només tenim constància d'un altre miracle fet a Betsaida, l'alimentació de la multitud a Lluc 9:16, però Joan 21:25 assegura que Jesús va fer molt més del que està escrit. A Mateu 11:21 Jesús maleeix la ciutat per la seva falta de fe en Ell tot i "els miracles que vosaltres heu vist".